# Głożyna afrykańska

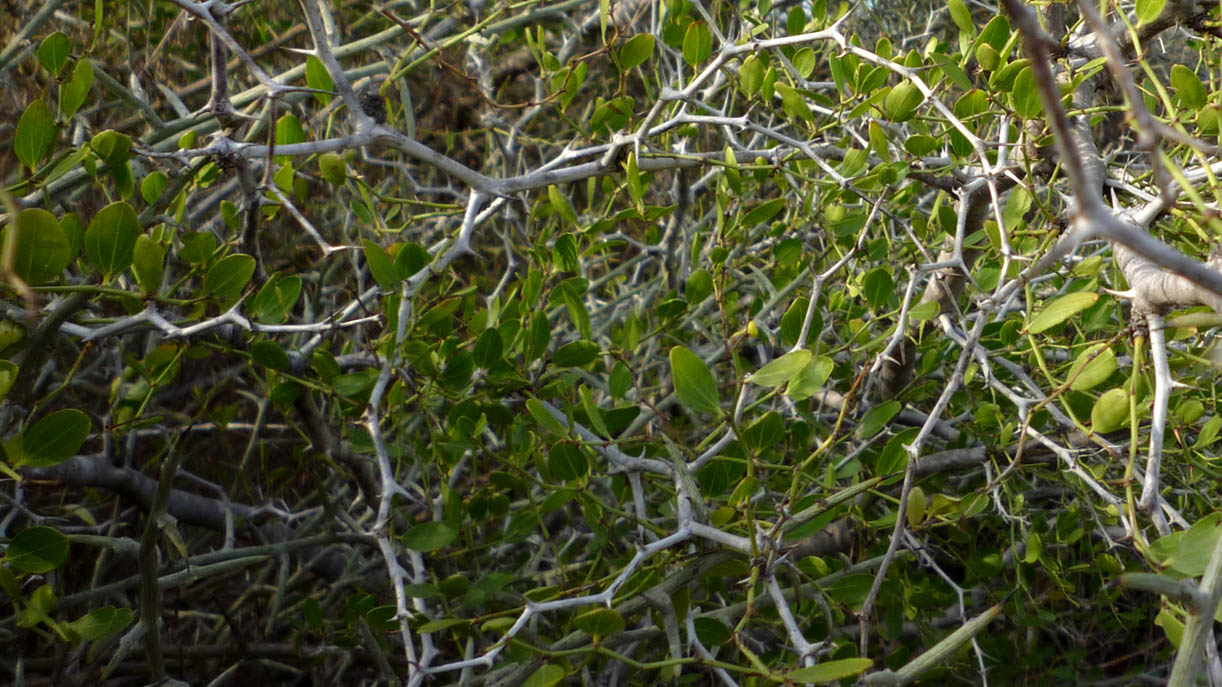

Głożyna afrykańska (Ziziphus lotus (L.) Lam.) – gatunek krzewu lub niewysokiego drzewa z rodziny szakłakowatych (Rhamnaceae). Rośnie dziko w Afryce Północnej (Algieria. Egipt. Libia; Maroko, Tunezja, Zachodnia Sahara) i Zachodniej (Mali, Mauritania), Europie Południowej (Hiszpania, Sycylia), Na Półwyspie Arabskim (Arabia Saudyjska, Jemen) oraz w Azji Zachodniej (Cypr, Izrael, Jordania, Syria, Turcja)

## Morfologia
PokrójGęsty, ciernisty krzew lub małe drzewko o wysokości do 2 m.
LiścieDrobne, o długości do 1,5 cm, eliptyczne, pojedyncze, nagie, błyszczące. Posiadają terzy równoległe nerwy. Dwa przylistki przekształcone w niewielkie ciernie; jeden z nich jest prosty, drugi zagięty.
KwiatyDrobne, obupłciowe, zielonożółte, zebrane w groniaste kwiatostany. Zbudowane są z 5 działek kielicha, 5 płatków korony, 5 pręcikow i 1 słupka.
OwoceMięsisty pestkowiec z twardą pestką i  miąższem. Ma średnicę 8-10 mm i po dojrzeniu jest jasnobrązowy, co odróżnia go od owocu głożyny cierń Chrystusa, której owoce są żółte.

## Zastosowanie
- Owoce są jadalne, ale niesmaczne i mało wartościowe[6].
- Czasami z pędów robi się kompost do użyźniania ziemi[6].

## Udział w kulturze
Jest jednym z gatunków, które są utożsamiane z antycznym opisem drzewiastego lotosu. N. H. Moldenke, A. L. Moldenke są zdania, że roślina ta opisana jest w biblijnej Księdze Hioba (40,21-22) hebrajskim słowem şe'êlîm, które tłumaczone  jest jako lotos, a powinno być jako głożyna afrykańska. J. Maillat i S. Maillat nie zgadzają się z tym. Z kolei M. Zohary i F. N. Hepper uważają, że z głożyny afrykańskiej mogła być wykonana korona cierniowa, którą żołnierze rzymscy wcisnęli na głowę Jezusa Chrystusa.